# Національний центр радіоастрофізики
Національний центр радіоастрофізики (англ. National Centre for Radio Astrophysics, NCRA; гінді राष्ट्रीय रेडियो खगोल भौतिकी केन्द्र) — науково-дослідна установа в Індії в галузі радіоастрономії, розташована в кампусі Університету Пуне, поруч з Міжуніверситетським центром астрономії та астрофізики. Є частиною Інституту фундаментальних досліджень Тата, чия штаб-квартира знаходиться в Мумбаї. Національний центр радіоастрофізики реалізує активну дослідницьку програму в багатьох галузях астрономії та астрофізики, яка включає дослідження Сонця, міжпланетних мерехтінь, пульсарів, міжзоряного середовища, активних галактик та космології, а також займається розробками у таких галузях техніки, як аналогова та цифрова електроніка, обробка сигналів, проєктування антен, телекомунікація та розробка програмного забезпечення. Національний центр радіоастрофізики керує Гігантським радіотелескопом метрових хвиль (найбільшим у світі радіотелескопом метрового діапазону), а також Радіотелескопом Уті.

## Історія
Центр бере свій початок від радіоастрономічної групи Інституту фундаментальних досліджень Тата, створеної на початку 1960-х років під керівництвом Говінда Сварупа. Група розробила та побудувала Радіотелескоп Уті. На початку 1980-х років був група запропонувала амбітний проєкт нового телескопа — Гігантського радіотелескопа метрових хвиль. Оскільки місце для цього нового телескопа було вибрано поблизу Пуне, нову будівлю для групи побудували на кампусі Університету Пуне. Приблизно в цей саме час радіоастрономічна група була перетворена на Національний центр радіоастрофізики.

## Дослідження
Дослідницька діяльність центру зосереджена на низькочастотній радіоастрономії із застосуванням до різних астрономічних об'єктів, включаючи фізику Сонця, пульсари, активні ядра галактик, міжзоряне середовище, залишки наднових, Галактичний центр, найближчі галактики, галактики з високим червоним зміщенням, епоху реіонізації. Національний центр радіоастрофізики працює на кордоні астрономії та астрофізики, а також у розробці приладів.

## Наукове обладнання

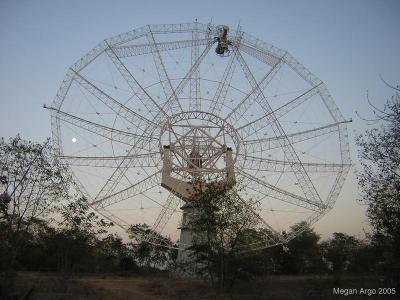
Одна з антен Гігантського радіотелескопа метрових хвиль

Наукове обладнання Національного центру радіоастрофізики включає два радіотелескопи (Гігантський радіотелескоп метрових хвиль і Радіотелескоп Уті) і радіофізичну лабораторію (засновану спільно з Міжуніверситетським центром з астрономії та астрофізики). Крім того, університет має власні обчислювальні потужності, добре обладнану бібліотеку тощо.

### Гігантський радіотелескоп метрових хвиль
Національний центр радіоастрофізики створив Гігантський радіотелескоп метрових хвиль, розташований за 80 км на північ від Пуне. Гігантський радіотелескоп метрових хвиль складається з 30 повністю керованих гігантських параболічних антен діаметром 45 м кожна, розташованих на відстані до 25 км одна від одної. Телескоп працює в метровому діапазоні електромагнітного спектра. Використовуючи техніку апертурного синтезу, він дозволяє створювати карти неба з високою роздільною здатністю.

### Радіотелескоп Уті

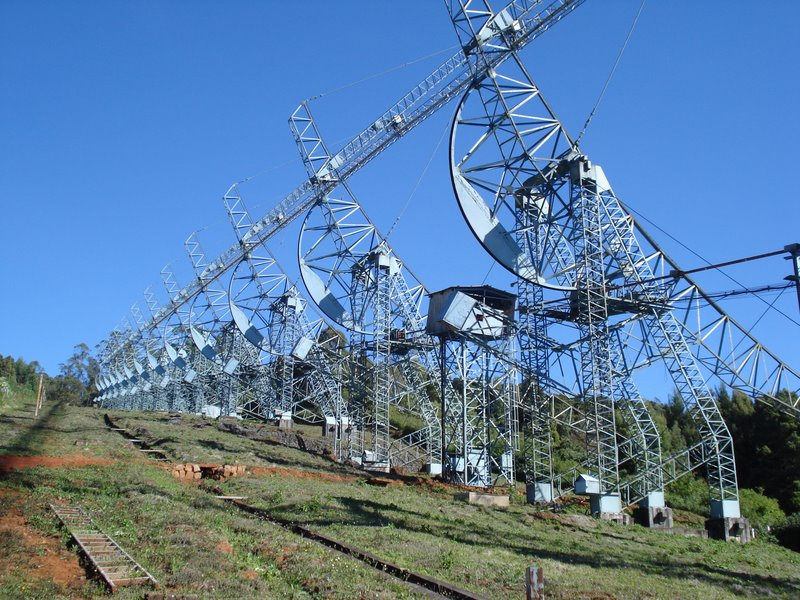
Радіотелескоп Уті

Радіотелескоп Уті — це циліндричний параболоїд із відбивною поверхнею довжиною 530 м і шириною 30 м, розташований на пагорбі, нахил якого становить близько 11 градусів у напрямку північ-південь, що збігається з широтою розташування телескопа. Це дає змогу відстежувати небесні об'єкти протягом приблизно 10 годин безперервно від їх сходу на сході до заходу на заході, просто обертаючи антену механічно вздовж її довгої осі. Телескоп працює на частоті 326,5 МГц (довжина хвилі 0,92 м) зі смугою пропускання 15 МГц. Великі розміри телескопа забезпечують йому високу чутливість. Він розроблений і виготовлений з використанням лише внутрішньоіндійських ресурсів.

### Радіофізична лабораторія
Радіофізична лабораторія (англ. Radio Physics Laboratory, RPL) є спільною ініціативою Національного центру радіоастрофізики та Міжуніверситетського центру з астрономії та астрофізики. Вона встановила кілька радіоантен у самому кампусі, зокрема 3-метрову та 4-метрову радіоантени, а також розпочала будівництво 15-метрової антени. Радіофізична лабораторія проводить різноманітні навчальні програми для студентів, включно з двома основними щорічними програмами для всієї Індії — зимовою радіоастрономічною школою для студентів (Radio Astronomy Winter School for College students, RAWSC) і спостереженням пульсарів для студентів (Pulsar Observing for Students, POS).